# 1693.
◄ | 16. stoljeće | 17. stoljeće | 18. stoljeće | ►
◄ | 1660-ih | 1670-ih | 1680-ih | 1690-ih | 1700-ih | 1710-ih | 1720-ih | ►
◄◄ | ◄ | 1690. | 1691. | 1692. | 1693. | 1694. | 1695. | 1696. | ► | ►►
Arhitektura • Astronomija • Biologija • Glazba • Kazalište • Kemija • Kiparstvo • Knjige • Književnost • Kršćanstvo • Medicina • Politika • Pravo • Promet • Slikarstvo • Znanost

## Događaji
- Zemljotres na Siciliji, Italija, cc. 60.000 mrtvih.

## Smrti
- vjerojatno mjeseca listopada – Janez Vajkard Valvasor, slovenski zemljopisac i polihistor (* 1641.)

## Vanjske poveznice
|  | Zajednički poslužitelj ima još gradiva o temi 1693. |